# Кесслер, Джованни
Джова́нни Ке́сслер (итал. Giovanni Kessler; род. 11 июня 1956, Тренто, провинция Тренто, Италия) — итальянский и европейский государственный служащий и политик, по образованию юрист. Известен борьбой с коррупцией, организованной и транснациональной преступностью, прежде всего в странах Центральной и Восточной Европы.
В 1985—2001 год служил прокурором на Сицилии и в Трентино-Альто-Адидже. В 2001—2006 годах был депутатом от партии левых демократов в Палате депутатов Итальянской Республики. В 2006—2008 годах был Верховным комиссаром президента Итальянской Республики по борьбе с контрафактной продукцией.
В 2008—2011 годах был председателем Совета Автономной провинции Тренто. С 2011 по 2017 год был генеральным директором Европейского бюро по борьбе с мошенничеством. В 2017—2018 годах возглавлял Агентство таможни и монополий Итальянской Республики.

## Биография
Родился в Тренто 11 июня 1956 года. Среднее образование получил в Трентском архиепископском лицее. С отличием окончил юридический факультет Болонского университета, защитив диплом по теме «Конституционное право на отказ от военной службы по соображениям совести». Его мировоззрение в то время находилось под влиянием идей священника Лоренцо Милани. Альтернативную гражданскую службу Кесслер проходил в гуманитарной организации «Каритас» в областях Фриули и Базиликата, в тех районах, которые пострадали от землетрясения.
В 1985 году поступил на службу в судебную систему. С 1986 по 1995 год был заместителем прокурора в суде Тренто и вёл расследования по торговле наркотиками, коррупции и экономическим преступлениям. С 1995 по 1997 год служил в окружном управлении по борьбе с мафией в Кальтаниссетте, руководил расследованиями и поддерживал обвинение в судебных процессах против преступных организаций «Коза-Ностра» и «Мафия Джелы». С 1997 по 2001 год был заместителем прокурора в суде Больцано, расследуя экономические преступления и дела, связанные с контрабандой.
Кесслер был назначен Европейской комиссией в качестве члена экспертных миссий в Эстонии, Венгрии и Чехии. Участвовал в миссиях и антикоррупционных проектах, продвигаемых Советом Европы. В декабре 1998 года был назначен заместителем главы контрольной миссии ОБСЕ в Косово, ответственным за управление полиции и юстиции. Во время войны в Косово подготовил план новой судебной системы в Косово от имени ОБСЕ. В 1999 году участвовал в создании инициативы по борьбе с организованной преступностью — «Пакт стабильности для стран Юго-Восточной Европы». В сентябре 2006 года он назначен Верховным комиссаром по борьбе с контрафактной продукцией во втором кабинете Проди. Занимал эту должность до августа 2008 года.

### Политическая карьера
В апреле 2001 года Кесслер был избран заместителем представителя Трентской коллегии. Он был членом парламентской комиссии по расследованию дела «по сделке с Телеком Сербии». Он был членом Парламентской ассамблеи Организации по безопасности и сотрудничеству в Европе (ОБСЕ) с 2001 года  и занимал пост вице-президента с 2003 по 2006 год. На посту расследовал дела, связанные с терроризмом, организованной преступностью, коррупцией и торговлей людьми на Балканах. Участвовал в миссиях по наблюдению за выборами в различные зарубежные страны. В 2006 году возглавлял миссию ОБСЕ по наблюдению за выборами в Конгресс США. Он также был вице-президентом Европейско-средиземноморской парламентской ассоциации и президентом итало-южноафриканской комиссии дружбы Межпарламентского союза. Отказался от участия в парламентских выборах 2006 года.
Поддержал проект создания Демократической партии Италии. В 2006 году основал Ассоциацию за Демократическую партию в Тренто. В октябре 2007 года был избран членом Учредительного собрания Демократической партии. На партийных выборах секретаря в 2007 году поддержал кандидатуру Розы Бинди. В ноябре 2008 года был избран советником Автономной провинции Тренто по списку Демократической партии Трентино, став вторым кандидатом с наибольшим количеством голосов в списке. 2 декабря 2008 года стал президентом Совета автономной провинции Тренто. 20 октября 2009 года вступил в должность президента Конференции региональных законодательных собраний Европейского Союза (CALRE). Активно содействовал созданию еврорегиона Трентино-Альто-Адидже-Тироль, который был единогласно утверждён тремя совместными законодательными собраниями 29 октября 2009 года.
По итогам международного конкурса, 14 декабря 2010 года Европейская комиссия, Совет и Европарламент назначили Кесслера генеральным директором Европейского бюро по борьбе с мошенничеством (OLAF). В должность он вступил 14 февраля 2011 года, подав в отставку со всех предыдущих своих постов. OLAF — департамент Европейской комиссии, который расследует случаи мошенничества и коррупции, причиняющие ущерб бюджету ЕС и случаи коррупции и серьёзного нарушения профессиональных обязанностей сотрудников и членов европейских учреждений. Организация также разрабатывает политику борьбы с мошенничеством для Европейской комиссии.
Под руководством Кесслера в OLAF прошла реорганизация, благодаря который через несколько лет бюро смогло удвоить свой следственный потенциал. Несколько расследований OLAF привели к скандалам в государственных учреждениях в странах-членах организации. По результатам расследования по обвинению в попытке подкупа за изменения в законодательстве о табаке в октябре 2012 года был отправлен в отставку комиссар по здравоохранению Джон Далли. Глава парламентской группы Европейской народной партии в Европарламенте Джозеф Даул потребовал отставки Кесслера, инициировавшего расследование. Другие важные расследования, проведённые им, касались европейских чиновников, чьи имена оказались в Панамском досье, а также мошенничества и подкупа при заключении контрактов на строительство метро в Будапеште, гигантского таможенного мошенничества при импорте китайского текстиля в Европу, незаконных затратах депутатов Европарламента, в том числе депутата Марин Ле Пен, не целевого использования займов BEI Volkswagen.
В 2012 году был избран президентом Европейской сети против коррупции / Европейской антикоррупционной сети (EPAC / EACN). В 2013 году стал членом Исполнительного комитета Международной ассоциации антикоррупционных органов (IAACA). В 2014 году был назначен членом комиссии по выборам первого руководителя Независимого антикоррупционного бюро Украины (NABU). В 2017 году покинул OLAF и занял пост в кабинете Джентилони, став директором Агентства таможни и монополий. Подал в отставку 8 августа 2018 года. Его преемником на этом посту в первом кабинете Конте стал Бенедетто Минео.

## Личная жизнь
Сын Бруно Кесслера, политика, члена партии христианских демократов, бывшего президента автономной провинции Тренто. Женат на Дарье Де Претис, ректоре Трентского университета с 2013 по 2014 год. В 2014 году его супруга была назначен судьёй Конституционного суда Итальянской Республики.